# Sirma (metrica)
La sirma, o anche sírima, è la seconda parte della strofa nella canzone petrarchesca che è collegata alla prima, detta fronte, per mezzo di un verso detto chiave.
Viene dal greco σύρμα syrma, che era lo strascico della veste usata dagli attori tragici.
La canzone classica è formata da un numero variabile di strofe (5/7) tutte uguali per numero, disposizione e tipo di versi e intreccio delle rime.
La stanza (strofa) è divisa normalmente in due parti: la fronte e la sirma, collegate fra loro dalla concatenazione (o chiave), ovvero dalla rima tra l'ultimo verso della fronte e il primo della sirma. La fronte è a sua volta divisibile in due piedi; la sirma è spesso indivisa, ma può essere strutturata in due volte.
Esempio di sirma in una canzone petrarchesca.
schema metrico
abCabCcdeeDfF
 

a -    Chiare, fresche et dolci acque,....(I piede)

b -    ove le belle membra

C -    pose colei che sola a me par donna;

a -    gentil ramo ove piacque..... (II piede)

b -    (con sospir’ mi rimembra)

C -    a lei di fare al bel fiancho colonna;

c -    herba et fior’ che la gonna.... (chiave)

d -    leggiadra ricoverse (sirma)

e -    co l’angelico seno;

e -    aere sacro, sereno,

D -    ove Amor co’ begli occhi il cor m’aperse:

f -    date udïenza insieme

F -     a le dolenti mie parole extreme.
Nella canzone di Cavalcanti Io non pensava che lo cor giammai, la sirma è indiviso: FRONTE: ABBC (primo piede), BAAC (secondo piede); CHIAVE: assente; SIRMA (Divisa): DeD (prima volta), FeF (seconda volta).
A - Io non pensava che lo cor giammai....(primo piede)

B - avesse di sospir’ tormento tanto,

B - che dell’anima mia nascesse pianto

C - mostrando per lo viso agli occhi morte.

B - Non sentìo pace né riposo alquanto (secondo piede)

A - poscia ch’Amore e madonna trovai,

A - lo qual mi disse: «Tu non camperai,

C - ché troppo è lo valor di costei forte».

D - La mia virtù si partìo sconsolata (sirma) (prima volta)

e - poi che lassò lo core

D - a la battaglia ove madonna è stata:

F - la qual degli occhi suoi venne a ferire (sirma) (seconda volta)

e - in tal guisa, ch’Amore

F - ruppe tutti miei spiriti a fuggire.

## Sirma nei sonetti
Per estensione il termine sirma è usato anche nell'esame dello schema metrico del sonetto, in cui le due quartine costituiscono la fronte e le due terzine la sirma con due volte, variamente concatenate.